# وحيدات اللوح
وحيدات اللوح أو أحاديات الصفيحة (الاسم العلمي: Monoplacophora)، هي طائفة من الرخويات. تحتوي على ثلاث فصائل منها واحدة فقط منقرضة.